# Nev

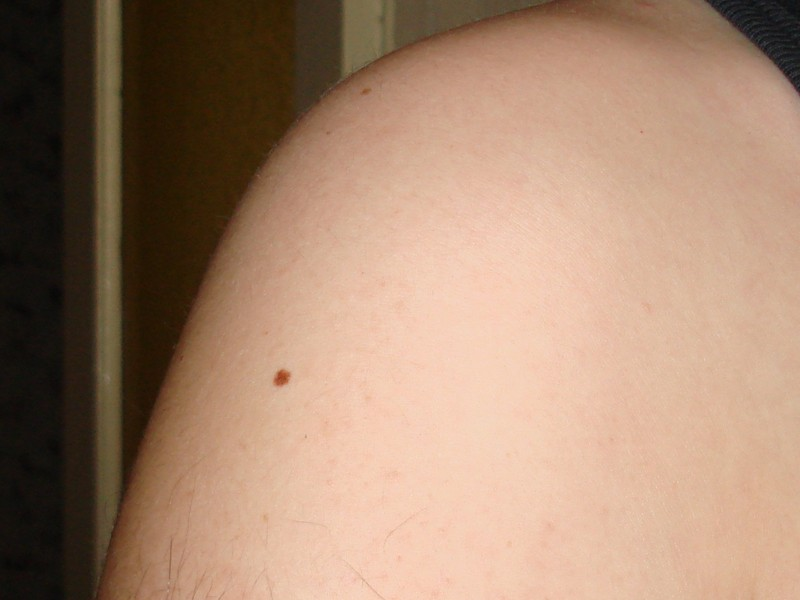

Alunița sau nev melanocitic (latină nævus adică semn din naștere) este o tumoră benignă sau un hamartom format din melanocite, celulele producătoare de pigment care formează tegumentul.

## Clasificare
În funcție de momentul apariției, nevii se clasifică în nevi congenitali (cei prezenți la naștere) și nevi dobândiți de-a lungul vieții, mai ales în primii 30 de ani.
În funcție de tipul de celule se clasifică astfel:

## Diagnosticare

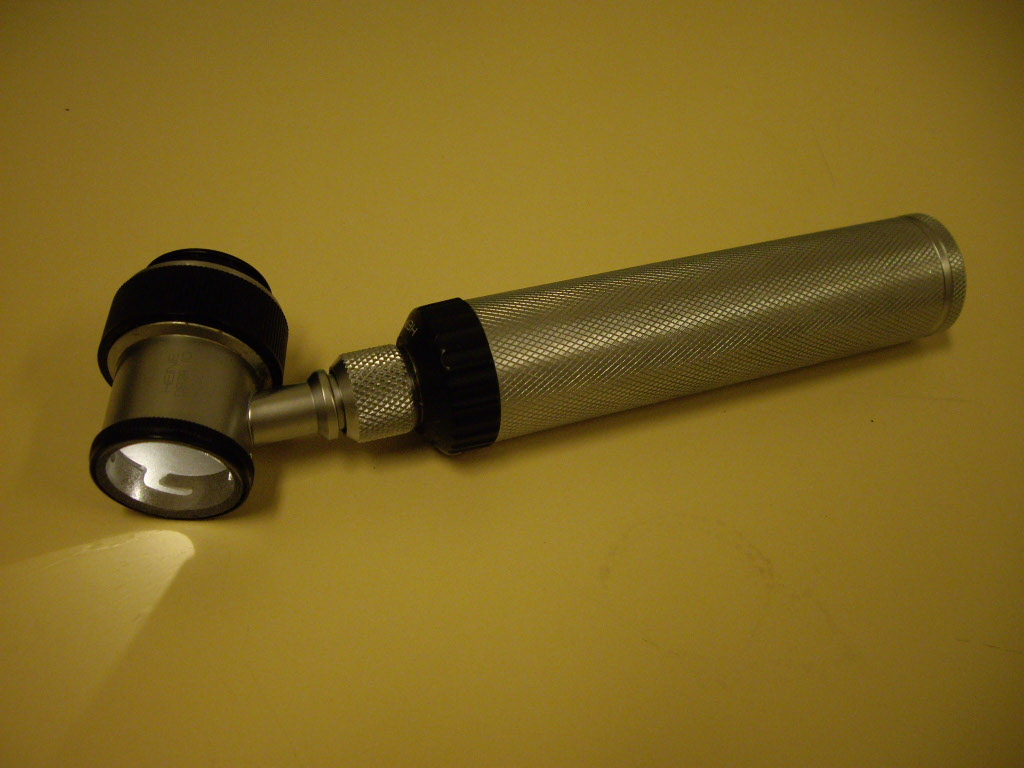
Un dermatoscop.

Dermatoscopul este un instrument de mărire care permite medicului identificarea și diagnosticarea alunițelor. Deși majoritatea lor sunt necancerigeni se recomandă anual un control al nevilor, indiferent de forma, culoarea sau mărimea lor, pentru a determina nevii cu risc malign. În momentul în care apare o suspiciune de transformare malignă a nevului, se recomandă consultul dermatologului și a chirurgului plastician pentru efectuarea unui tratament adecvat. Se poate consulta și un specialist în leziuni pigmentare pentru a se identifica și diagnostica melanomul malign.

## Riscuri
Riscul de transformare a nevului în melanom cutanat  crește la persoanele care au pistrui, la cele cu pielea de culoare deschisa, la sexul feminin (melanomul este mai frecvent la femei decât la bărbați) sau expunerea frecventă la soare.